# Лудијас (Грчка)
Лудијас (грч. Λουδίας, до 1951. грч. Νέα Ζωή) је насељено место у општини Илиџијево у периферији Средишња Македонија, Грчка. Према попису из 2021. године било је 655 становника.
Лудијас је новоизграђено насеље после исушења Еноџевардарског језера, где су насељени Грци из Турске. Село је на попису из 1940. године имало 804 становника.